# Abast (aeronàutica)
L'abast d'una aeronau és la distància màxima que pot recórrer entre un enlairament i l'aterratge posterior. Els factors limitants són la capacitat de combustible en les aeronaus amb motor i la velocitat sobre el terreny i les condicions ambientals en les aeronaus sense motor. És el resultat de multiplicar la velocitat sobre el terreny pel temps màxim que l'aeronau es pot mantenir a l'aire.
L'abast de trasllat és l'abast màxim d'una aeronau. Es refereix al transport d'una aeronau sense passatgers ni càrrega i amb els dipòsits de combustible plens (i, de vegades, fins i tot amb dipòsits addicionals). L'abast de combat és la distància que pot cobrir una aeronau militar carregada de municions.